# Karl Angerstein
Karl Angerstein (4 de dezembro de 1890 - 20 de setembro de 1985) foi um general alemão que serviu na Luftwaffe durante a Segunda Guerra Mundial. Foi condecorado com a Cruz de Cavaleiro da Cruz de Ferro.